# Arsos (Bezirk Limassol)
Arsos (griechisch Άρσος) ist eine Gemeinde im Bezirk Limassol in der Republik Zypern. Bei der Volkszählung im Jahr 2021 hatte sie 179 Einwohner.
Es ist eines der größten Weindörfer Zyperns.

## Lage und Umgebung

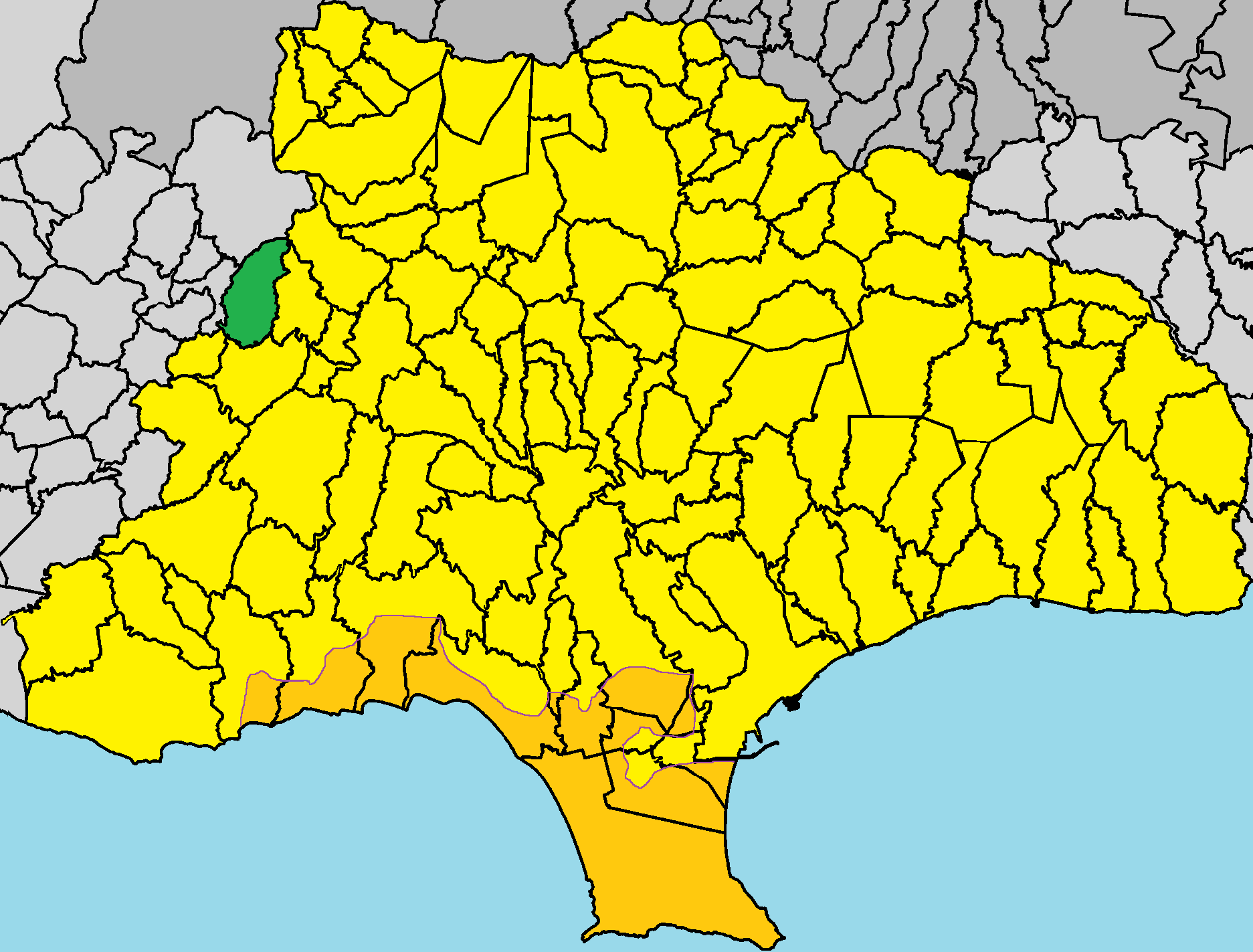
Lage im Bezirk Limassol

Arsos liegt im Süden der Mittelmeerinsel Zypern auf einer Höhe von etwa 790 Metern, am Hang des Mount Laona mit offenem Horizont ins Tal des Flusses Dhiarizos bis zum Meer von Paphos. Es befindet sich etwa 40 Kilometer nordwestlich von Limassol und etwa 45 Kilometer östlich von Paphos. Das etwa 10 Quadratkilometer große Dorf grenzt im Süden an Malia, im Südwesten an Gerovasa, im Westen an Pretori, im Norden an Agios Nikolaos, im Nordosten an Omodos und im Osten an Vasa Kilaniou.

## Geschichte
Arsos ist seit Jahrhunderten ein Weindorf. Es war bereits im 16. Jahrhundert für seine Weinberge bekannt, wobei die Aufzeichnungen der osmanischen Volkszählung von 1572 darauf hindeuten, dass das Dorf bereits in der venezianischen Zeit eine lange Weinbautradition hatte. Im späten 16. Jahrhundert war es auch das einzige Handelszentrum im Nahiya von Avdimou, in dem es während der osmanischen Herrschaft administrativ untergebracht war. Das Dorf hielt einmal wöchentlich einen Markt ab. Bei der Volkszählung von 1572 wurde eine rein christliche Bevölkerung von 250 Haushalten und 26 Junggesellen verzeichnet. Es war somit das größte Dorf in der Region und das zweitreichste, da es weniger Steuern zahlte als Prastio (Avdimou).
Mit seiner relativ großen Größe wurde Arsos in vier Viertel unterteilt: Agios Apostol, Agios Androniko, Agios Pereshkoga und Agios Philippos, wie aus den osmanischen Aufzeichnungen transkribiert. Der Name von Arsos selbst wurde als „Archu“ aufgezeichnet. Unter der osmanischen Verwaltung bezog das Dorf sein Einkommen aus dem Getreideanbau, und da die Weinherstellung verboten war, produzierten sie Traubensaft oder verkauften die Weinberge. Tatsächlich war Arsos der größte Produzent von Traubensaft in der Region.

### Bevölkerungsentwicklung
| Jahr      | 1881 | 1891 | 1901 | 1911 | 1921 | 1931 | 1946 | 1960 | 1976 | 1982 | 1992 | 2001 | 2011 | 2021 |
| Einwohner | 579  | 758  | 872  | 1023 | 1160 | 1146 | 1237 | 1016 | 716  | 534  | 315  | 233  | 202  | 179  |